# 鹿島神社 (横浜市)
鹿島神社（かしまじんじゃ）は、横浜市港南区上大岡西に鎮座する神社。

## 由緒
創建年代は不詳。建久2年（1191年）の年号入りの江戸時代の棟札があることから鎌倉時代に遡るといわれている。近世には高野山真言宗真光寺の管掌下にあった。 
明治6年（1873年）には村社に列した。更に同41年（1908年）には近隣の無格社三社を合祀した。 

## 祭神
武御雷命、岐之宮、来名戸神、賽神、杵島姫神

## 祭事
- 1月1日： 元旦祭
- 1月中旬の土日曜日： どんど焼き
- 2月3日： 節分祭
- 8月下旬の土日曜日： 例大祭

## 年表
- 建久2年（1191年）： このころ創建か
- 明治6年（1873年）： 村社に列する
- 明治41年（1908年）： 近隣の無格社三社を合祀
- 平成18年（2006年）： 大改修を実施

## 交通

### 鉄道
上大岡駅より徒歩11分。

### バス
上大岡駅、磯子駅などから京急バスに乗車し「鹿島神社」バス停からすぐ。京浜急行バス杉田営業所も参照。